# Bonnetia rubicunda
Espèce
Synonymes
- Neblinaria rubicunda Sastre[1]

Statut de conservation UICN

 VU D2 : Vulnérable
Bonnetia rubicunda est une espèce de plantes à fleurs de la famille des Bonnetiaceae.

## Publication originale
- BioLlania (Edición Especial) 6: 558. 1997. (Jun 1997)